# Pilar Punzano
María del Pilar Pérez Punzano (Madrid, 15 de febrero de 1980), conocida como Pilar Punzano es una actriz, pedagoga, diseñadora y decoradora española.

## Biografía
Es Actriz, pedagoga y diseñadora de profesión. Su debut en el cine tuvo lugar en 1998, de la mano del cineasta gallego Carlos Amil en la película Blanca Madison de la que fue protagonista.
En ese mismo año participó en el corto Jazzoo.
En 1999 grabó París-Tombuctú a las órdenes de Luis García Berlanga. Al año siguiente, en 2000 participó en los cortos Dos niños solos y Soirée y la película Cascabel de Daniel Cebrián.
En 1999 participó en Compañeros serie de Antena 3, en el papel de Miriam.
También en 2001 protagonizó la película Amor, curiosidad, prozak y dudas de Miguel Santesmases, por la que recibió una mención del jurado del Festival de Málaga y el de actriz revelación en el Festival de Cine de España de Toulouse. Además protagoniza el corto Nada que perder que recibió un Goya.
En 2002 rodó las películas ¿Dónde está? de Juan Carlos Claver, No debes estar aquí de Jacobo Rispa y Entre abril y julio de Aitor Gaizka y el corto Si tú supieras de Curro Velázquez.
En 2003 se incorpora con un papel fijo a la serie El comisario de Telecinco donde interpretó a la subinspectora Ángela. Su siguiente trabajo fue la serie Vientos de agua para Telecinco, coproducción hispanoargentina muy aclamada por la crítica, en ella compartía protagonismo con Héctor Alterio y Ernesto Alterio entre otros.
En 2007 participó en la serie C.L.A. No somos ángeles de Antena 3 y en 2008 trabajó en las series Hermanos y detectives de Telecinco y Guante blanco de TVE.
Entre el 21 de junio de 2010 y el 24 de julio de 2015, forma parte del elenco de Cuéntame cómo pasó, serie de Televisión Española y Ganga Producciones, interpretando el papel de Inés Alcántara durante 86 episodios y 5 temporadas, en sustitución de Irene Visedo.
Actualmente es redactora de noticias en la página Sexualidad Esencial y es decoradora para marketing inmobiliario en Ubuntu Home Staging.

## Trayectoria

### Largometrajes
| Año  | Película                         | Personaje | Director                       | Género           |
| ---- | -------------------------------- | --------- | ------------------------------ | ---------------- |
| 1998 | Blanca Madison                   | Blanca    | Carlos Amil                    | Drama/Cine negro |
| 1999 | París-Tombuctú                   | Zou Zou   | Luis García Berlanga           | Comedia          |
| 2000 | Cascabel                         | Luz       | Daniel Cebrián                 | Drama            |
| 2001 | No te fallaré                    | Miriam    | Manuel Ríos San Martín         | Drama/Romance    |
| 2001 | Amor, curiosidad, prozak y dudas | Cristina  | Miguel Santesmases             | Drama            |
| 2002 | ¿Dónde está?                     |           | Juan Carlos Claver             | Drama            |
| 2002 | No debes estar aquí              | Marta     | Jacobo Rispa                   | Suspenso/Terror  |
| 2002 | Entre abril y julio              | Lola      | Aitor Gaizka                   | Romance/Comedia  |
| 2003 | The Pink House                   | Zola      | Tessa Blake, Ian Williams      | Comedia          |
| 2003 | Una cita en Flamingos            |           | Jorge Ortiz, Landázuri Yzarduy | Documental       |

### Cortometrajes
- Jazzoo (1998), de Álvaro de la Herrán.
- Dos niños solos (2000).
- Soirée (2000), de Aitor Gaizka.
- Nada que perder (2001), de Rafa Russo.
- Si tú supieras (2002), de Curro Velázquez.
- Ventura (2009), de Diego Pérez.
- Cuentos clásicos (2016), por varios directores.

### Series
| Año       | Serie                   | Canal     | Personaje        | Notas        |
| --------- | ----------------------- | --------- | ---------------- | ------------ |
| 1998      | Manos a la obra         | Antena 3  |                  | 1 episodio   |
| 1999      | Tío Willy               | La 1      | Sofía            | 1 episodio   |
| 1999-2000 | Compañeros              | Antena 3  | Miriam Iniesta   | 7 episodios  |
| 2001      | Hospital Central        | Telecinco | Julia            | 1 episodio   |
| 2001      | Paraíso                 | La 1      |                  | 1 episodio   |
| 2003-2005 | El comisario            | Telecinco | Ángela Alonso    | 37 episodios |
| 2004      | 7 vidas                 | Telecinco | Ángela Alonso    | 1 episodio   |
| 2006      | Vientos de agua         | Telecinco | Laia             | 6 episodios  |
| 2007      | C.L.A. No somos ángeles | Antena 3  | Patricia Soriano | 65 episodios |
| 2008      | Guante blanco           | La 1      | Sara Martín      | 8 episodios  |
| 2008      | Hermanos y detectives   | Telecinco |                  | 1 episodio   |
| 2010-2015 | Cuéntame cómo pasó      | La 1      | Inés Alcántara   | 86 episodios |

### Videoclips
- Lady Blue (2002), de Enrique Bunbury.

## Reconocimientos

### 2001
- Mención Especial en el Festival de Málaga por Amor, curiosidad, prozak y dudas, de Miguel Santesmases, compartido con Rosa Mariscal, Silvia Marsó y Esther Ortega.
- Premio a mejor actriz revelación en Festival de Cine de España de Toulouse por Amor, curiosidad, prozak y dudas, de Miguel Santesmases.